# Lorenzo Aguirre
Pour les articles homonymes, voir Aguirre.
Lorenzo Victoriano Aguirre Sánchez, né à Pampelune en 1884 et mort à Madrid, assassiné par les franquistes en 1942, est un peintre républicain espagnol.
Il est le père de l'écrivaine Francisca Aguirre et le grand-père de la poétesse Guadalupe Grande.

## Carrière artistique
Né le 14 novembre 1884 à Pampelune, il entame sa carrière de peintre à Alicante, ville où ses parents s'installent alors qu'il a quatre ans.
Dans sa vie d'artiste, il rejoint Madrid en 1899 puis Paris en 1910, où il étudie. Il obtient de nombreux prix, dont la troisième place de l'exposition nationale des Beaux-Arts de Madrid en 1922 pour l'œuvre Luz divina, actuellement au musée de la Rioja de Logroño et la deuxième place en 1926 pour Crepúsculo de vidas, actuellement exposée au Musée Elisa Cendrero de Ciudad Real. 
En 1934, il signe l'une de ses œuvres les plus connues, Artistas de Circo, actuellement exposée au Musée de Navarre de Pampelune.

## République et guerre d'Espagne
Il occupe des postes à responsabilité sous la République. Il doit donc s'exiler en France après la guerre civile. En 1940, en raison de l'invasion allemande de la France, il choisit de rentrer malgré tout en Espagne avec sa famille. Il est arrêté à la frontière et emprisonné. Il est exécuté par le régime en 1942 par le garrot à Madrid, à la prison de Porlier.